# AFC Oeste
La AFC Oeste es la división del oeste de la Conferencia Americana de la National Football League. La división está compuesta por los Denver Broncos, Kansas City Chiefs, Las Vegas Raiders y Los Angeles Chargers.

## Historia
La AFC Oeste se formó como resultado de la fusión de la AFL-NFL de 1970. La nueva NFL fue organizada en dos conferencias de tres divisiones cada una. La AFC Oeste original tenía cuatro miembros: Los Denver Broncos, Kansas City Chiefs, Oakland Raiders y San Diego Chargers. Los cuatro equipos eran miembros de la división oeste de la American Football League.
Cuando los Seattle Seahawks y los Tampa Bay Buccaneers empezaron a jugar en 1976, fueron ubicados en la NFC Oeste y la AFC Oeste, respectivamente. Un año más tarde, Seattle fue reubicado en la AFC Oeste y los Buccaneers a la NFC Central. Los Seahawks jugaron en la AFC Oeste hasta el reordenamiento de la liga en 2002. Desde entonces juegan en la NFC Oeste.

## Campeones de división
| Temp. | Equipo              | Récord | Resultado en los playoffs           |
| ----- | ------------------- | ------ | ----------------------------------- |
| 1970  | Oakland Raiders     | 8-4-2  | Perdió el Campeonato de la AFC      |
| 1971  | Kansas City Chiefs  | 10-3-1 | Perdió en los playoffs divisionales |
| 1972  | Oakland Raiders     | 10-3-1 | Perdió en los playoffs divisionales |
| 1973  | Oakland Raiders     | 9-4-0  | Perdió el Campeonato de la AFC      |
| 1974  | Oakland Raiders     | 12-2-0 | Perdió el Campeonato de la AFC      |
| 1975  | Oakland Raiders     | 11-3-0 | Perdió el Campeonato de la AFC      |
| 1976  | Oakland Raiders     | 13-1-0 | Ganó el Super Bowl XI               |
| 1977  | Denver Broncos      | 12-2-0 | Perdió el Super Bowl XII            |
| 1978  | Denver Broncos      | 10-6-0 | Perdió en los playoffs divisionales |
| 1979  | San Diego Chargers  | 12-4-0 | Perdió en los playoffs divisionales |
| 1980  | San Diego Chargers  | 11-5-0 | Perdió el Campeonato de la AFC      |
| 1981  | San Diego Chargers  | 10-6-0 | Perdió el Campeonato de la AFC      |
| 19821 | Los Angeles Raiders | 8-1-0  | Perdió en la segunda ronda          |
| 1983  | Los Angeles Raiders | 12-4-0 | Ganó el Super Bowl XVIII            |
| 1984  | Denver Broncos      | 13-3-0 | Perdió en los playoffs divisionales |
| 1985  | Los Angeles Raiders | 12-4-0 | Perdió en los playoffs divisionales |
| 1986  | Denver Broncos      | 11-5-0 | Perdió el Super Bowl XXI            |
| 1987  | Denver Broncos      | 10-4-1 | Perdió el Super Bowl XXII           |
| 1988  | Seattle Seahawks    | 9-7-0  | Perdió en los playoffs divisionales |
| 1989  | Denver Broncos      | 11-5-0 | Perdió el Super Bowl XXIV           |
| 1990  | Los Angeles Raiders | 12-4-0 | Perdió el Campeonato de la AFC      |
| 1991  | Denver Broncos      | 12-4-0 | Perdió el Campeonato de la AFC      |
| 1992  | San Diego Chargers  | 11-5-0 | Perdió en los playoffs divisionales |
| 1993  | Kansas City Chiefs  | 11-5-0 | Perdió el Campeonato de la AFC      |
| 1994  | San Diego Chargers  | 11-5-0 | Perdió el Super Bowl XXIX           |
| 1995  | Kansas City Chiefs  | 13-3-0 | Perdió en los playoffs divisionales |
| 1996  | Denver Broncos      | 13-3-0 | Perdió en los playoffs divisionales |
| 1997  | Kansas City Chiefs  | 13-3-0 | Perdió en los playoffs divisionales |
| 1998  | Denver Broncos      | 14-2-0 | Ganó el Super Bowl XXXIII           |
| 1999  | Seattle Seahawks    | 9-7-0  | Perdió en la ronda Wild Card        |

| Temp. | Equipo             | Récord | Resultado en los playoffs           |
| ----- | ------------------ | ------ | ----------------------------------- |
| 2000  | Oakland Raiders    | 12-4-0 | Perdió el Campeonato de la AFC      |
| 2001  | Oakland Raiders    | 10-6-0 | Perdió en los playoffs divisionales |
| 2002  | Oakland Raiders    | 11-5-0 | Perdió el Super Bowl XXXVII         |
| 2003  | Kansas City Chiefs | 13-3-0 | Perdió en los playoffs divisionales |
| 2004  | San Diego Chargers | 12-4-0 | Perdió en la ronda Wild Card        |
| 2005  | Denver Broncos     | 13-3-0 | Perdió el Campeonato de la AFC      |
| 2006  | San Diego Chargers | 14-2-0 | Perdió en los playoffs divisionales |
| 2007  | San Diego Chargers | 11-5-0 | Perdió el Campeonato de la AFC      |
| 2008  | San Diego Chargers | 8-8-0  | Perdió en los playoffs divisionales |
| 2009  | San Diego Chargers | 13-3-0 | Perdió en los playoffs divisionales |
| 2010  | Kansas City Chiefs | 10-6-0 | Perdió en la ronda Wild Card        |
| 2011  | Denver Broncos     | 8-8-0  | Perdió en los playoffs divisionales |
| 2012  | Denver Broncos     | 13-3-0 | Perdió en los playoffs divisionales |
| 2013  | Denver Broncos     | 13-3-0 | Perdió el Super Bowl XLVIII         |
| 2014  | Denver Broncos     | 12-4-0 | Perdió en los playoffs divisionales |
| 2015  | Denver Broncos     | 12-4-0 | Ganó el Super Bowl 50               |
| 2016  | Kansas City Chiefs | 12-4-0 | Perdió en los playoffs divisionales |
| 2017  | Kansas City Chiefs | 10-6-0 | Perdió en la ronda Wild Card        |
| 2018  | Kansas City Chiefs | 12-4-0 | Perdió el Campeonato de la AFC      |
| 2019  | Kansas City Chiefs | 12-4-0 | Ganó el Super Bowl LIV              |
| 2020  | Kansas City Chiefs | 14-2-0 | Perdió el Super Bowl LV             |
| 2021  | Kansas City Chiefs | 12-5-0 | Perdió el Campeonato de la AFC      |
| 2022  | Kansas City Chiefs | 14-3-0 | Ganó el Super Bowl LVII             |
| 2023  | Kansas City Chiefs | 11-6-0 | Ganó el Super Bowl LVIII            |
| 2024  | Kansas City Chiefs | 15-2-0 | Perdió el Super Bowl LIX            |

- 1Debido a la huelga de jugadores en 1982, la temporada regular se redujo a nueve partidos. Por lo tanto, la liga utilizó un torneo de playoffs especial que contaba con 16 equipos sólo para este año. La clasificación final de la división fue ignorada, donde Los Angeles Raiders tuvieron el mejor récord de los equipos de la división.

## Clasificados a los playoffs vía Wild Card
| Temp. | Equipo                                 | Récord        | Resultado en los playoffs                                          |
| ----- | -------------------------------------- | ------------- | ------------------------------------------------------------------ |
| 1977  | Oakland Raiders                        | 11-3-0        | Perdió el Campeonato de la AFC.                                    |
| 1979  | Denver Broncos                         | 10-6-0        | Perdió en la ronda Wild Card.                                      |
| 1980  | Oakland Raiders                        | 11-5-0        | Ganó el Super Bowl XV.                                             |
| 19822 | San Diego Chargers                     | 6-3-0         | Perdió en la segunda ronda.                                        |
| 1983  | Seattle Seahawks Denver Broncos        | 9-7-0         | Perdió el Campeonato de la AFC. Perdió en la ronda Wild Card.      |
| 1984  | Seattle Seahawks Los Angeles Raiders   | 12-4-0 11-5-0 | Perdió en los playoffs divisionales. Perdió en la ronda Wild Card. |
| 1986  | Kansas City Chiefs                     | 10-6-0        | Perdió en la ronda Wild Card.                                      |
| 1987  | Seattle Seahawks                       | 9-6-0         | Perdió en la ronda Wild Card.                                      |
| 1990  | Kansas City Chiefs                     | 11-5-0        | Perdió en la ronda Wild Card.                                      |
| 1991  | Kansas City Chiefs Los Angeles Raiders | 10-6-0 9-7-0  | Perdió en los playoffs divisionales. Perdió en la ronda Wild Card. |
| 1992  | Kansas City Chiefs                     | 10-6-0        | Perdió en la ronda Wild Card.                                      |
| 1993  | Los Angeles Raiders Denver Broncos     | 10-6-0 9-7-0  | Perdió en los playoffs divisionales. Perdió en la ronda Wild Card. |
| 1994  | Kansas City Chiefs                     | 9-7-0         | Perdió en la ronda Wild Card.                                      |

| Temp. | Equipo                                | Récord        | Resultado en los playoffs                                          |
| ----- | ------------------------------------- | ------------- | ------------------------------------------------------------------ |
| 1995  | San Diego Chargers                    | 9-7-0         | Perdió en la ronda Wild Card.                                      |
| 1997  | Denver Broncos                        | 12-4-0        | Ganó el Super Bowl XXXII.                                          |
| 2000  | Denver Broncos                        | 11-5-0        | Perdió en la ronda Wild Card.                                      |
| 2003  | Denver Broncos                        | 10-6-0        | Perdió en la ronda Wild Card.                                      |
| 2004  | Denver Broncos                        | 10-6-0        | Perdió en la ronda Wild Card.                                      |
| 2006  | Kansas City Chiefs                    | 9-7-0         | Perdió en la ronda Wild Card.                                      |
| 2013  | Kansas City Chiefs San Diego Chargers | 11-5-0 9-7-0  | Perdió en la ronda Wild Card. Perdió en los playoffs divisionales. |
| 2015  | Kansas City Chiefs                    | 11-5-0        | Perdió los playoffs divisionales.                                  |
| 2016  | Oakland Raiders                       | 12-4-0        | Perdió en la ronda Wild Card.                                      |
| 2018  | Los Angeles Chargers                  | 12-4-0        | Perdió en los playoffs divisionales                                |
| 2021  | Las Vegas Raiders                     | 10-7-0        | Perdió en la ronda Wild Card.                                      |
| 2022  | Los Angeles Chargers                  | 10-7-0        | Perdió en la ronda Wild Card.                                      |
| 2024  | Los Angeles Chargers Denver Broncos   | 11-6-0 10-7-0 | Perdió en la ronda Wild Card. Perdió en la ronda Wild Card.        |

- 2Debido a la huelga de jugadores en 1982, la temporada regular se redujo a nueve partidos. Por lo tanto, la liga utilizó un torneo de playoffs especial que contaba con 16 equipos sólo para este año. La clasificación final de la división fue ignorada, donde Los Angeles Raiders tuvieron el mejor récord de los equipos de la división.

## Resultados en los Playoffs desde 1960
Estadísticas actualizadas hasta la temporada 2024.
| Equipo               | Campeonatos divisionales | Clasificaciones a Playoffs | Apariciones en Super Bowl                           | Victorias en Super Bowl  | Temporadas campeonatos divisionales                                                                  |
| -------------------- | ------------------------ | -------------------------- | --------------------------------------------------- | ------------------------ | --- |
| Kansas City Chiefs   | 17                       | 27                         | 7 (I, IV, LIV, LV, LVII, LVIII, LIX)                | 4 (IV, LIV, LVII, LVIII) | 1962, 1966, 1971, 1993, 1995, 1997, 2003, 2010, 2016, 2017, 2018, 2019, 2020, 2021, 2022, 2023, 2024 |
| Denver Broncos       | 15                       | 22                         | 8 (XII, XXI, XXII, XXIV, XXXII, XXXIII, XLVIII, 50) | 3 (XXXII, XXXIII, 50)    | 1977, 1978, 1984, 1986, 1987, 1989, 1991, 1996, 1998, 2005, 2011, 2012, 2013, 2014, 2015             |
| Las Vegas Raiders    | 15                       | 22                         | 5 (II, XI, XV, XVIII, XXXVII)                       | 3 (XI, XV, XVIII)        | 1967, 1968, 1969, 1970, 1972, 1973, 1974, 1975, 1976, 1983, 1985, 1990, 2000, 2001, 2002             |
| Los Angeles Chargers | 15                       | 22                         | 1 (XXIX)                                            | 0                        | 1960, 1961, 1963, 1964, 1965, 1979, 1980, 1981, 1992, 1994, 2004, 2006, 2007, 2008, 2009             |
| Seattle Seahawks     | 2                        | 5                          | 0                                                   | 0                        | 1988, 1999                                                                                           |

- Los Seattle Seahawks dejaron la división en 2001.